# Dublini csata
A dublini csata néven ismert, több mint egy hétig tartó utcai összecsapások sorozata az írországi Dublin városában 1922. június 28-án kezdődött és július 5-éig tartott, ez az összecsapás volt az ír polgárháború (1922–23) első jelentősebb ütközete. Az összecsapás kezdetén az Ír Szabadállam Ideiglenes Kormányának erői támadást indítottak a „Four Courts” nevű épület ellen, amelyet az Angol-Ír Egyezményt ellenző Ír Köztársasági Hadsereg szélsőséges erői szálltak meg. A csata eredményeként az IRA vereséget szenvedett és a fővárost az Ideiglenes Kormány erői vették ellenőrzésük alá.

## Roham a Four Courts ellen
1922. április 14-én kb 200 szélsőséges, egyezményellenes IRA fegyveres, Rory O'Connor vezetésével elfoglalta a Four Courts nevű épületet Dublin belvárosában. Az IRA katonák egy új fegyveres összecsapást akartak kirobbantani a britekkel: azt remélték, hogy ez az Angol-Ír Egyezmény végét jelentené. Továbbá szerették volna az IRA két szárnyát kibékíteni és erőiket a közös ellenség (a britek) ellen és a közös cél (a független Ír Köztársaság) érdekében egyesíteni. Azonban az Egyezmény által létrehozott Ír Szabadállam támogatóinak szemében ez az új állam elleni felkelésnek számított, amit saját maguknak kellett leverni, a britek helyett. Az Ideiglenes Kormányt a britek mindenáron igyekeztek rávenni arra, hogy támadják meg a Four Courts épületét elfoglaló fegyvereseket, miután 1922. június 22-én Londonban két IRA fegyveres meggyilkolta Sir Henry Wilson tábornokot és a konzervatív párt egyik politikusát. Az Ideiglenes Kormány akkor szánta el magát cselekvésre, amikor a Szabadállam egyik tábornokát, J.J. O'Connell-t a Four Courts-t megszálló fegyveresek foglyul ejtették.
Michael Collins, az ír kormány csapatainak parancsnoka, elfogadta a britek által felajánlott tüzérségi egységeket, amelyeket Winston Churchill bocsátott az írek rendelkezésére. Két 18 fontos ágyút és 200 gránátot állítottak tüzelőállásba a Parliament Street-en és a Winetavern Street-en, a Liffey folyó túlsó partján, amelyek egy utolsó ultimátumot követően június 28-án tüzet nyitottak.

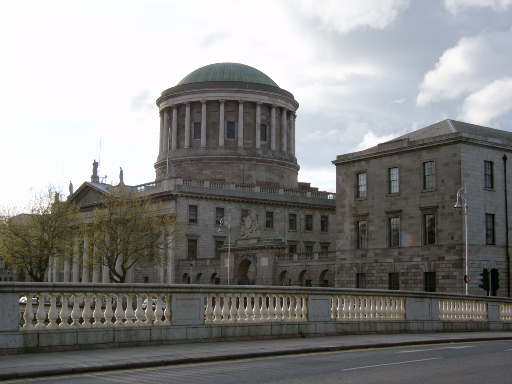
A „Four Courts” épületének nyugati szárnya

Az épületben ekkor az IRA végrehajtó tanácsának (Irish Republican Army Executive) tizenkét tagja tartózkodott, köztük Joe McKelvey vezérkari főnök, Rory O'Connor műszaki igazgató és Liam Mellows főszállásmester. Az épület védői, összesen kb. 180 fő az IRA 1. dublini dandárjának 1. és 2. zászlóaljából Paddy O'Brien parancsnoksága alatt, többnyire kézifegyverekkel voltak felszerelve (puskák, öt „Thompson” gépkarabély, két Lewis géppuska), illetve birtokukban volt a kormány hadseregétől zsákmányul ejtett Rolls-Royce típusú páncélkocsi, amit kedélyesen csak „A lázadó” („The Mutineer”) emlegettek. Az IRA végrehajtó tanácsának tagjai a mozgalom politikai vezetői voltak, de az ostrom során a helyőrség közkatonáiként harcoltak Ernie O'Malley parancsnoksága alatt, aki az IRA 2. déli hadosztályának parancsnoka volt. Az IRA katonái némileg megerősítették a Four Courts épület védelmét, aknákat helyeztek el az épület körül, elbarikádozták az ajtókat és az ablakokat, de a parancsnokok megtiltották a katonáknak, hogy elsőként tüzet nyissanak. Így bár az IRA erkölcsi győzelmet aratott, de a Szabadállam katonái akadálytalanul foglalhatták el pozícióikat az épület körül.
Miután az első napi tüzérségi támadások eredménytelennek bizonyultak, a britek két további 18 fontos löveget adtak az íreknek és felajánlottak egy 60 fontos aknavetőt, illetve azt, hogy a brit légierő a levegőből bombázza a Four Courts épületét. Collins azonban elutasította az utóbbi ajánlatokat, mivel nem akarta szükségtelenül megnövelni a polgári áldozatok számát, ami a nehéztüzérség bevetésével elkerülhetetlen lett volna. Június 29-én a Szabadállam csapatai megrohanták az épület keleti szárnyát, a támadás eredményeként 3 halottat és 14 sebesültet vesztettek, de foglyul ejtették a védők 33 fegyveresét. A következő napon a folytatódó tüzérségi tűzben Paddy O'Brien-t megsebesítette egy repeszszilánk, és Ernie O'Malley vette át a védők vezetését. Eddigre a tüzérségi támadás eredményeként az épületben tűz tört ki. Az IRA dublini parancsnoka, Oscar Traynor ekkor megadásra szólította fel a védőket, mivel nem tudott felmentő erőket küldeni vagy a védőket bármilyen módon támogatni. Ekkor O'Malley megadta magát Paddy Daly-nek, a Szabadállam dublini csapatai parancsnokának.

### Robbanások a Four Courts épületben
Az Ír Levéltár (Irish Public Records Office) épületét, amely a Four Courts nyugati szárnyában kapott helyet, a védők korábban lőszerraktárnak használták. Az itt tárolt lőszer belobbant és a hatalmas robbanásban közel ezer év ír állami és egyházi iratai semmisültek meg. Egyes feltételezések szerint az IRA fegyveresei csapdát állítottak az épületben, hogy a behatoló szabadállami katonákat felrobbantsák, bár az IRA parancsnoksága mindig tagadta ezt az állítást.
A robbanás órákkal a védők megadása után következett be TM Healy szerint, aki a kormány támogatója volt és ekképpen jegyezte fel O'Connor kommentárját az eseményekre vonatkozóan:
"1922. június 28., reggel 9 óra. Ma hajnalban 3.40-kor megkaptuk Tom Ennis aláírásával a „kormány” nevében írt felszólítást, hogy délután 4-re adjuk meg magunkat, különben támadást indítanak. 4.07-kor nyitottak tüzet, puskákkal, géppuskákkal és tüzérségi eszközökkel. A fiúk dicsőségesen küzdenek és a végsőkig fognak harcolni a Köztársaság ügyéért. Vajon mikor ismerik fel félrevezetett volt bajtársaink, hogy azok ellen harcolnak, akik csakis Írország javát nézik? Eddig három sebesült, mind könnyű. Albert atya és Dominic atya velünk vannak. Szerető üdvözletünk a kinti bajtársaknak és különösen a dublini dandár bátor katonáinak. (Aláírás) Rory O'Connor vezérőrnagy, I.R.A., Four Courts."
"Ez csak egy dicstelen szimfónia nyitánya volt. Gyenge ellenállás után "Rory" emberveszteség nélkül felvonta a fehér zászlót. A megadás előtt aknákat helyezett el, amelyeket úgy állított be, hogy két órával később robbanjanak fel. Eddig a pontig a Four Courts épülete nem szenvedett nagyobb károkat és a Levéltár, értékes irataival együtt, érintetlen volt. Az aknák akkor robbantak, amikor ő és hősies társai biztonságban voltak a börtönben. A bombák alapjaiban rengették meg az épületet és romba döntötték a Levéltárat. 20 szabadállami katona sebesült meg, közülük sokan egész életükre megrokkantak, de senkit sem büntettek meg a hadviselés szabályainak hitszegő megsértéséért.
1922. július 4-én a Nemzeti Hadsereg Főparancsnoksága elítélte a katonához nem méltó viselkedést: "Egyéb csapdákat is elhelyezte, hogy lemészárolják az épületet elfoglaló katonáinkat, de csak ez az egy volt sikeres. Az egyik aknát egy írógép fedele alá rejtették el.
Egy június 30-ra datált és "O/C 5,"-nek címzett levél szerint Mr. Oscar Trainor, az IRA irreguláris csapatainak parancsnoka ezt írta: "Gratulálok a bombákhoz. Ha még van belőlük, nekem is jól jönne."
Calton Younger történész (1968) szerint 3 robbanás történt ".. kettő a Levéltár alatt [délután] 2.15 körül és még egy az épület hátuljánál délután 5 körül."A megadásra délután 3.30 körül került sor. Ernie O'Malley fogságba ejtésekor sajnálatát fejezte ki, hogy a nemzeti hadseregnek csak kevés áldozata volt a harcokban.
Az ír polgárháborúnak ebben a szakaszában a két szembenálló fél katonái között még megvolt a testvériség érzése, mivel a legtöbben az IRA kötelékében harcoltak az ír függetlenségi háború során. A Szabadállam soraiban küzdő barátaik segítségéért folyamodva számos Szerződésellenes katona a Four Courts védői közül, köztük Seán Lemass, kiszabadult börtönéből, hogy tovább folytassa a küzdelmet a Szabadállam ellen.

## O'Connell Street-i utcai harcok
A Four Courts épületének elfoglalása után egészen július 5-ig folytatódtak az utcai harcok Dublinban. Június 29-én a IRA dublini dandárjának katonái, Oscar Traynor vezetésével elfoglalták az O'Connell Street-et, hogy megpróbálják a Szabadállam erőit elvonni a Four Courts elleni támadástól. Azonban az IRA egységei közül nem mindegyik akart a Szabadállam ellen harcolni és kb. 500 fő lehetett a felkelők tényleges ereje a fővárosban. A köztársaságiak az O'Connell utca északkeleti részén pár épületben foglaltak állást, az ettől nyugatra álló YMCA épületet a Szabadállam katonái aláaknázták és lerombolták. Traynor fegyveresei egészen addig kitartottak, amíg a szemben álló fél felvonultatta tüzérségét a Rolls-Royce páncélkocsik védelmében és közvetlen irányzással tűz alá vették az épületet. Oscar Traynor és fegyvereseinek többsége akkor menekült el, amikor az épület lángra kapott. Az IRA egyik legnagyobb vesztesége Cathal Brugha republikánus vezető volt, aki a Hamman hotel épületében maradt, amikor Traynor és katonái elmenekültek. Brugha a csípőjén sebesült meg, amikor egyedül szembeszállt az ostromlókkal és később belehalt a vérveszteségbe.
Dublin más részein is szórványos összecsapások voltak, ahogyan a Szabadállam csapatai feloszlatták a különböző helyeken gyülekező IRA csapatokat.
Cathal Brugha volt a dublini csata utolsó halottja, amelyben a két fél együttesen 65 halottat és 280 sebesültet veszített. Emellett a Szabadállam katonái közel 400 IRA foglyot ejtettek, a polgári lakosság veszteségei pedig elérték a 250-et. A civil áldozatok magas számát a sűrűn lakott városi térségben bevetett tüzérségi fegyverekkel magyarázták.

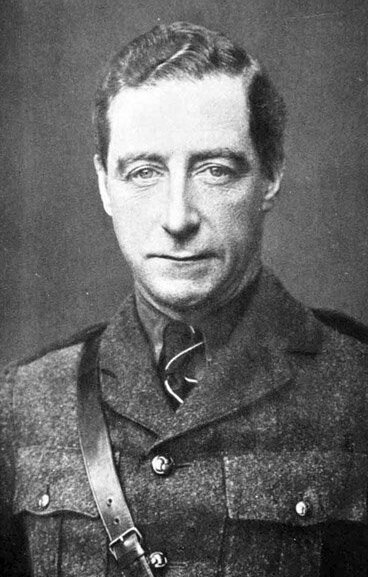
Cathal Brugha, az IRA politikai vezetője, aki az O'Connell St-i összecsapások során vesztette életét.

## Következmények
A harcok befejezése után a Szabadállam kormányzata teljes mértékben átvette az ellenőrzést az ír főváros felett és a velük szemben álló fegyvereseket szétszórták az ország területén. A folytatódó razziák eredményeként még több köztársasági fegyverest vettek őrizetbe, illetve július 31-én lelőtték Harry Boland IRA-aktivistát, aki Dublin egyik kerületében, Skerries-ben vesztette életét.
Oscar Traynor, Ernie O'Malley és a többi IRA fegyveres 30 km-re délre, Blessington városában gyülekezett. Az őket támogató IRA különítmény, amely Tipperary indult útnak, ide érkezett, de túl későn ahhoz, hogy a dublini harcokban részt vehessen. Ehelyett a fegyveresek délre vonultak és sorra foglalták el a városokat, köztük Enniscorthy-t és Carlow-t. A Szabadállam csapatainak felvonulása azonban mindenhol az IRA erőinek visszavonulását eredményezte. Az IRA fegyveresei még délebbre vonultak vissza, az ún. Munster Köztársaságba – a Limerick és Waterford között húzott képzeletbeli vonaltól délre eső területekre. Ezt a területet a Szabadállam csapatai az 1922. július – augusztus között lefolytatott hadjáratban foglalták el.
A Four Courts ostroma során foglyul ejtett négy republikánus vezetőt - Rory O'Connor, Liam Mellows, Joe McKelvey és Richard Barrett – később halálra ítélték és kivégezték, részben bosszúból Seán Hales ír parlamenti képviselő meggyilkolása miatt. Az utcát, ahol Cathal Brugha meghalt, később Cathal Brugha Street-re nevezték át.

## Lásd még
- Ír polgárháború